# That Day (Natalie Imbruglia)
That Day è un singolo della cantante australiana Natalie Imbruglia, pubblicato il 29 ottobre 2001 come primo estratto dal secondo album in studio White Lilies Island.
Il brano non è uscito come singolo in America così come Beauty on the Fire, facendo diventare Wrong Impression il primo ed unico singolo estratto dal secondo album.

## Tracce
Singolo Internazionale
1. That Day – 4:44
2. Shikaiya (for Billy) – 3:40
3. Just Another Day – 4:24
4. That Day (Video) – 3:55

## Formazione

### That Day
- Natalie Imbruglia – voce
- Ian Stanley – tastiere
- John Dunne – programmazione
- Neil Taylor – chitarra elettrica
- Guy Pratt – basso
- Maz – batteria
- Marc Fox – percussioni
- Viveen Wray – cori

## Classifiche
| Paese             | Posizione più alta |
| ----------------- | ------------------ |
| Australia         | 10                 |
| Belgio (Fiandre)  | 62                 |
| Belgio (Vallonia) | 61                 |
| Brasile           | 69                 |
| Italia            | 14                 |
| Paesi Bassi       | 87                 |
| Regno Unito       | 11                 |
| Svezia            | 34                 |
| Svizzera          | 75                 |